# Chad Young
Chad Young (8 juni 1995 – Tucson, 28 april 2017) was een Amerikaans wielrenner die, tot zijn overlijden, reed voor Axeon Hagens Berman.

## Carrière
In 2015 werd Young negende in de wegwedstrijd voor beloften tijdens de nationale kampioenschappen. Twee dagen later werd hij zevende in de tijdrit, waar winnaar Daniel Eaton anderhalve minuut sneller was.
Op 23 april 2017 kwam Young ten val tijdens een afdaling in de Ronde van de Gila en liep daarbij ernstig hoofdletsel op. Vijf dagen later werd bekend dat de Amerikaan hier waarschijnlijk niet van zou herstellen. Diezelfde avond overleed hij, in het bijzijn van familie.

## Ploegen
- 2015 –  Axeon Cycling Team (vanaf 1-8)
- 2016 –  Axeon Hagens Berman
- 2017 –  Axeon Hagens Berman

Barta · Curran · Daniel · Eaton · Geoghegan Hart · Guerreiro · O'Donnell · Oien · Oram · Owen · Putt · Swirbul · Young
Barta · Brown · Costa · Curran · Daniel · Dunbar · Geoghegan Hart · Guerreiro · Joyce · Neilands · O'Donnell · Oien · Owen · Powless · Williams · Young
Anderson · Barta · Blevins · Brown · Costa · Curran · Dunbar · Garrison · Lawless · Narváez · I. Oliveira · R. Oliveira · Owen · Powless · Rice · Young